# Jean, bâtard de Thiant
Jean, bâtard de Thiant, né à une date inconnue à la fin du XIVe siècle et exécuté en 1439 à Meaux, est un capitaine militaire bourguignon et seigneur de Moussy-le-Vieux (1422-1439) durant la guerre de Cent Ans et la guerre civile entre Armagnacs et Bourguignons. Fidèle à la cause bourguignonne et à l’alliance anglo-bourguignonne après le traité de Troyes (1420), il participe à plusieurs sièges et batailles, notamment à Senlis, Rouen, Saintines, Orléans, et à la bataille des Harengs. Capturé lors de la reconquête française de Meaux en 1439, il est décapité pour trahison après avoir refusé de reconnaître le Traité d'Arras (1435).

## Biographie
Jean, bâtard de Thiant, est probablement issu de la famille hennuyère des seigneurs de Thiant, dans le Hainaut. Il s’illustre comme capitaine militaire au service du duc de Bourgogne Jean sans Peur, puis, après le traité de Troyes (1420), de la double monarchie anglo-bourguignonne sous Henri V et Henri VI.

### Siège de Senlis (1418)
En 1418, Jean, bâtard de Thiant, commande la garnison bourguignonne de Senlis lors du siège mené par le connétable Bernard VII d'Armagnac. Il résiste deux mois à un intense bombardement. La ville négocie une reddition différée, mais l’arrivée de secours bourguignons sous Philippe le Bon repousse les assiégeants. Quatre otages bourguignons sont exécutés par les Armagnacs,.

### Siège de Rouen (1418-1419)
Lors du siège de Rouen (juillet 1418-janvier 1419), Jean, bâtard de Thiant, est l’un des capitaines bourguignons envoyés pour renforcer la garnison, aux côtés des sires de Neuchâtel et de Montagu. Malgré les efforts pour fortifier les murailles, la famine force la ville à capituler en janvier 1419 face aux forces anglaises d’Henri V.

### Siège de Meaux et adoubement (1421-1422)
En 1422, Jean, bâtard de Thiant, est fait chevalier lors de la prise du marché de Meaux et nommé bailli de la ville pour Henri VI. Il devient également seigneur de Moussy-le-Vieux, consolidant son statut dans la noblesse hennuyère,.

### Siège de Saintines (1422)
En décembre 1422, Jean, bâtard de Thiant, dirige le siège du château de Saintines, considéré comme nuisible à Compiègne et contraire au roi Henri VI. Il requiert des renforts, notamment des hommes, canons, et poudre, auprès des gouverneurs de Compiègne, du bailli de Senlis, et du prévôt des marchands de Paris. Compiègne envoie une troupe de huit compagnons de guerre, sous Lancelot de Francières, accompagnés de deux charpentiers, deux mariniers, un gros canon, douze boulets, trente livres de poudre, et des tampons, commandée par Regnault du Rû, prévôt de la ville. Partie le 8 décembre 1422 à sept heures du soir, la troupe atteint Verberie par voie fluviale, mais apprend que Jean, bâtard de Thiant, assiège la place depuis seulement un jour et deux nuits et s’apprête à partir. Il exprime sa satisfaction pour l’effort de Compiègne, mais annonce qu’il reviendra bientôt avec une force plus importante. Les Compiégnois rentrent le 10 décembre 1422 avec leur canon.

### Bailli de Meaux et autres campagnes (1422-1429)
En 1423, il soutient John Fastolf, grand maître d’hôtel du duc de Bedford, lors du siège du château de Passy-en-Valois, demandant des renforts et des ouvriers aux gouverneurs de Compiègne, aux côtés de Gérard Raoulin, capitaine de Pierrefonds. En 1429, il participe à la bataille des Harengs (février 1429), secondant Fastolf dans une victoire contre les forces armagnacs menées par Jean de Dunois. Il prend part au Siège d'Orléans (1428-1429), mais est mis en fuite lors de la bataille de Patay (juin 1429), où les forces anglo-bourguignonnes subissent une défaite face à Jeanne d’Arc et Jean de Dunois.

### Exécution à Meaux (1439)
En 1439, lors de la reconquête française de Meaux par Arthur de Richemont, Jean, bâtard de Thiant, est capturé. Refusant de reconnaître le Traité d'Arras (1435), qui réconcilie les Bourguignons et les Français, il est jugé pour trahison et décapité. Sa seigneurie de Moussy-le-Vieux est confisquée.

## Héritage
Jean, bâtard de Thiant, incarne les tensions des loyautés durant la guerre civile entre Armagnacs et Bourguignons. Il est une figure controversée, qualifiée de « renégat » par les chroniqueurs français. Sa défense de Senlis en 1418, son rôle au siège de Saintines en 1422, et ses campagnes à Rouen, Orléans, et des Harengs témoignent de son importance militaire. Les chroniques de Jean de Wavrin et Enguerrand de Monstrelet mentionnent son rôle, mais aucun monument spécifique ne lui rend hommage.